# Il est interdit d'interdire !

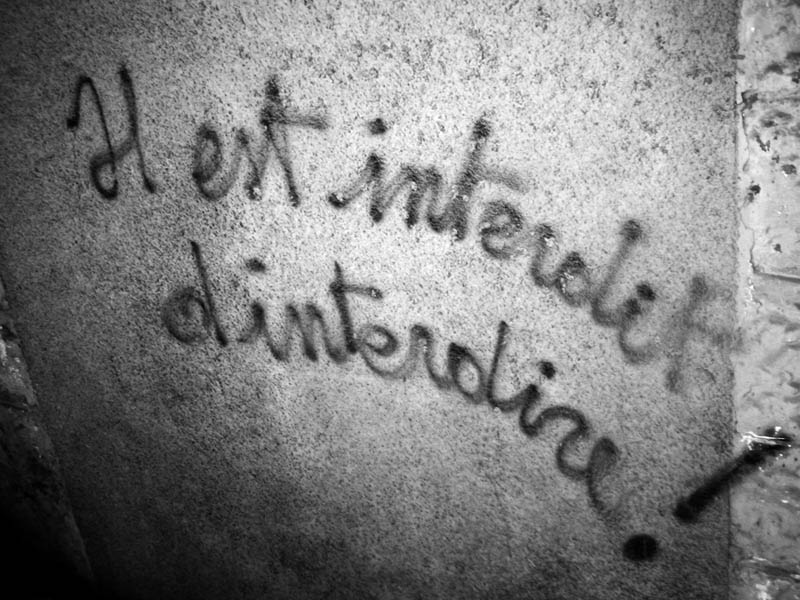
O slôgane em uma parede em Menton, nos Alpes Marítimos, em 2006.

"Il est interdit d’interdire !" ("É proibido proibir", em tradução livre) é um aforismo lançado por Jean Yanne na rádio francesa RTL, em forma de piada, e considerado um poliptoto por linguístas. A data dessa piada de Jean Yanne (1933-2003) não é conhecida.
Este aforismo, embora não apareça em nenhum dos cartazes ou fotos desses eventos, estabeleceu-se como o slôgane de maio de 68.
No entanto, o slôgane não consta na lista dos observados nas paredes da Sorbonne ocupada, publicada pelo Le Monde em 18 de maio em reportagem local.

## Origem

### Autoria
O slogan  "Il est interdit d’interdire !" foi lançado por Jean Yanne na RTL, como uma piada. A data não é conhecida, sendo a única hipótese durante os confrontos de estudantes no campus de Nanterre, que antecedeu maio de 68. Durante esses eventos, Jean Yanne apresenta um programa de rádio humorístico na RTL todos os domingos de manhã.
Essa frase é dita em um período mais geral quando Yanne se declara orgulhoso de não bater e odiar tanto os policiais quanto os adolescentes nas barricadas segundo o olhar realizado a posteriori por seus biógrafos porque ele "gosta de rir da CRS" mas também "encontra muito para tirar sarro dos slôganes de estudantes e sonhadores", o que levou ao envio de cartas de protesto ao diretor do programa da RTL.

### Método de escrita
A frase tem um sujeito indefinido ("il"), segundo Emilie Née, docente de linguística da Sorbonne Nouvelle University (Paris III) sobre um poliptoto, ou seja, uma figura de linguagem a partir da repetição de várias palavras da mesma raiz, permitindo retomar o sujeito para um comentário para fins retóricos ou para criar trocadilhos.[carece de fontes?]

## Na cultura popular
- Caetano Veloso faz referência a este slôgane na canção "É Proibido Proibir", apresentada no 3.º Festival Internacional da Canção (FIC) em 1968.[9][10][11]